# Маньялич, Рамиро
Томас Рамиро Маньялич Кантон (исп. Tomás Ramiro Mañalich Cantón; 7 марта 1887, Мелена-дель-Сур, Маябеке — неизвестно) — кубинский фехтовальщик. Участник летних Олимпийских игр 1924 года, серебряный призёр Центральноамериканских и Карибских игр 1938 года, бронзовый призёр Центральноамериканских игр 1926 года.

## Биография
Рамиро Маньялич родился 7 марта 1887 года в кубинском городе Мелена-дель-Сур.
В 1924 году вошёл в состав сборной Кубы на летних Олимпийских играх в Париже. В личном турнире шпажистов занял в группе 1/8 финала 7-е место, победив Армана Массара из Франции, Луиса Луккетти из Аргентины, Сальвадора Кесаду с Кубы и Сантоса Феррейру из Уругвая, проиграв Эжену Эмпейте из Швейцарии, Аллену Милнеру из США, Ивану Осиеру из Дании и Мартину Холту из Великобритании. В командном турнире шпажистов сборная Кубы, за которую также выступали Рамон Фонст, Сальвадор Кесада, Освальдо Миранда, Альфонсо Лопес и Эдуардо Алонсо, в 1/8 финала победила Грецию — 9:7, а в четвертьфинальной группе заняла 3-е место, уступив Португалии — 5:11 и Испании — 7:9. Также был заявлен в личном и командном турнирах саблистов, но не вышел на старт.
Дважды выигрывал медали фехтовальных турниров Центральноамериканских и Карибских игр: в 1926 году в Мехико бронзу в личном турнире саблистов, в 1938 году в Панаме серебро в командном турнире саблистов.
Дата смерти неизвестна.